# 異性体

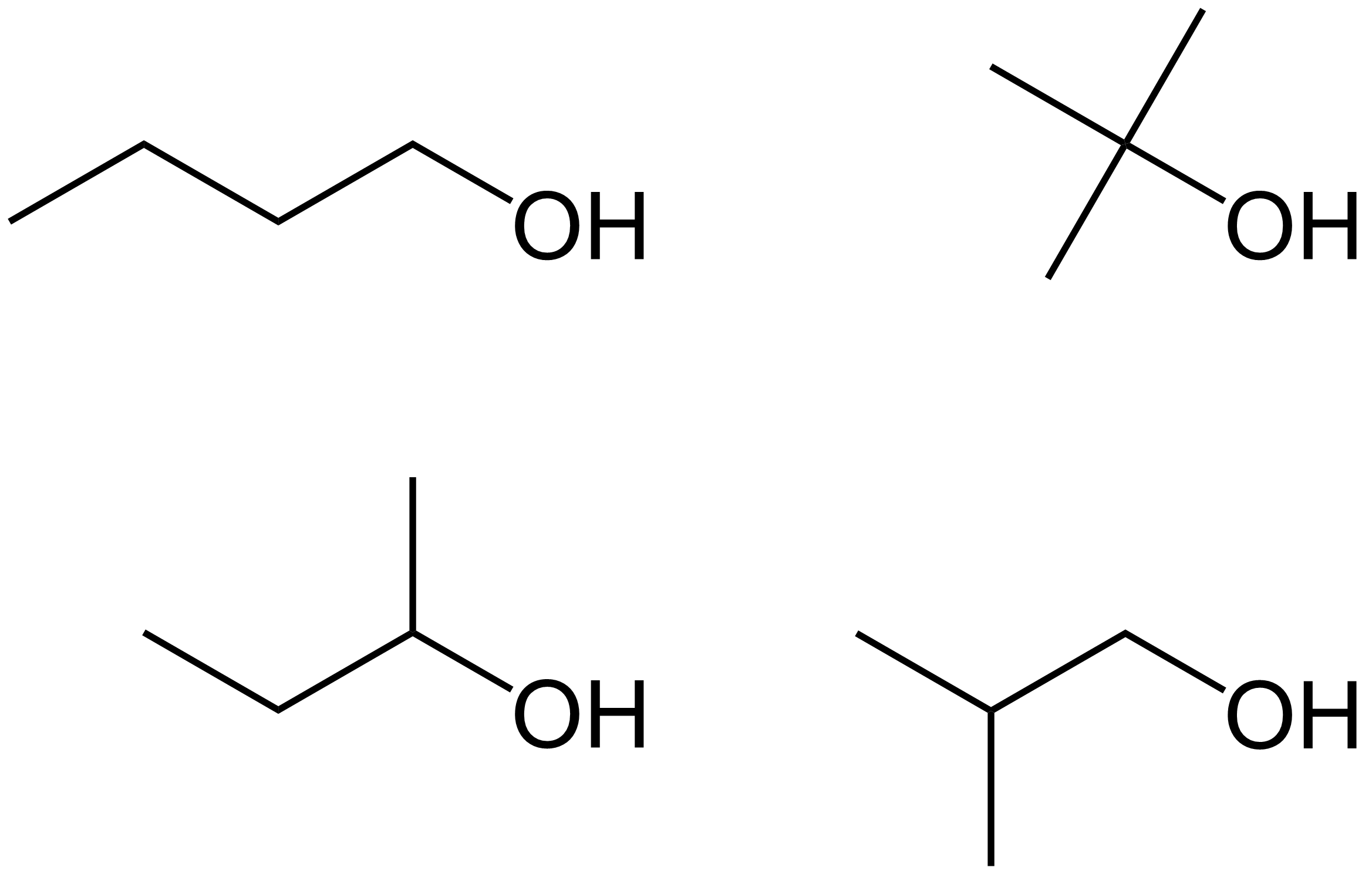
ブタノールの構造異性体

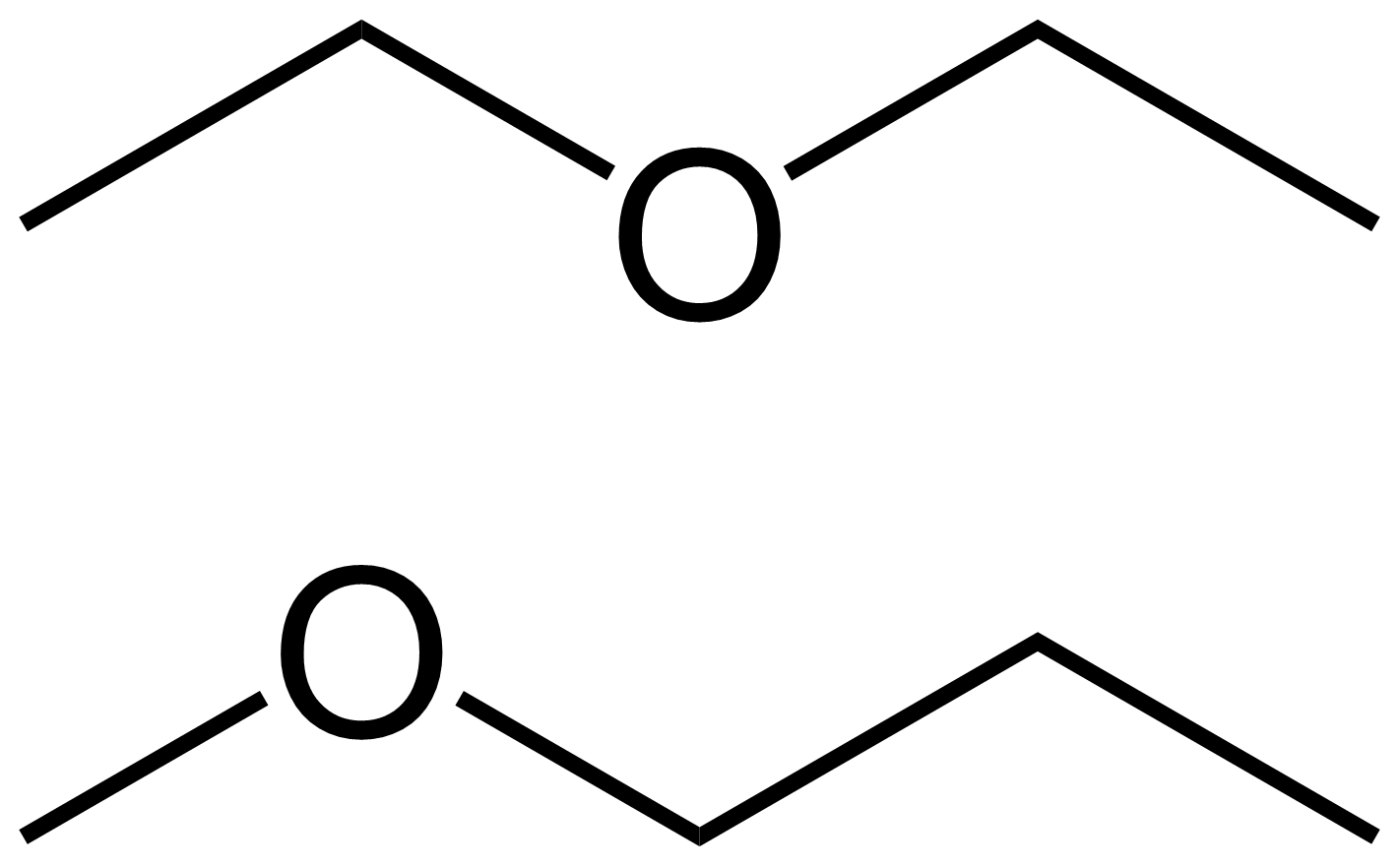
炭素数4個のエーテルの構造異性体

異性体（いせいたい、英語: isomer、発音: ([ˈaɪsəmər]）とは同じ数、同じ種類の原子を持っているが、違う構造をしている物質のこと。分子A1と分子A2が同一分子式で構造が異なる場合、A1はA2の異性体であり、A2はA1の異性体である。また同一分子式の一群の化合物をAと総称した場合、A1もA2もAの異性体である。「ジエチルエーテルはブタノールの異性体である」というのが前者の使い方であり、「ブタノールの構造異性体は4種類ある」というのが後者の使い方である。分子式C4H10Oの化合物の構造異性体と言えば、ブタノールに加えてジエチルエーテルやメチルプロピルエーテルも含まれる。
大多数の有機化合物のように多数の原子の共有結合でできた分子化合物は異性体を持ちうる。ひとつの中心原子に複数種類の配位子が配位した錯体は異性体を持ちうる。
異性体を持つという性質、異性体を生じる性質を異性（isomerism、発音: [ˈaɪsəmərɪzm]または[aɪˈsɒmərɪzm]）という。イェンス・ベルセリウスが、「同じ部分が一緒になっている」ことを意味するギリシャ語「ιςομερης」から1830年に命名した。

## 種類

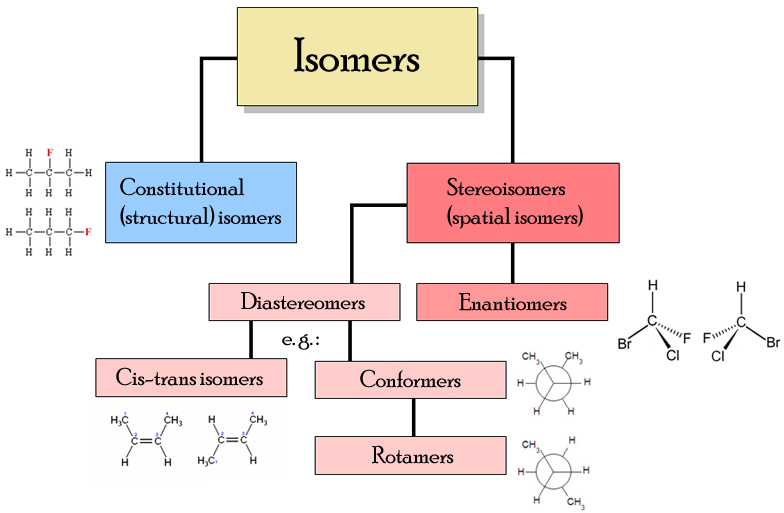
異性体の種類。2-フルオロプロパン（左）と1-フルオロプロパン（右）のような位置異性体（左上）、シス-2-ブテン（左）とトランス-2-ブテン（右）のような幾何異性体（左下）、ブロモクロロフルオロメタンの鏡像異性体（右上）、ブタンの異なる立体配置

異性体は、トポロジカル構造が異なる構造異性体とトポロジカル構造は等しいが立体配置や立体配座が異なる立体異性体の2つに分類される。立体配置は等しく立体配座のみが異なる異性体を配座異性体と呼ぶ。さらに、化学構造は全く同一だが、分子内の同じ種類の複数の原子核のスピンの向きの組み合わせが異なる核スピン異性体も存在する。
錯体におけるイオン化異性体、配位異性体、連結異性体（結合異性体）は構造異性体と言える。
互変異性体という言葉は速度論的術語であり、通常のタイムスケールでは互いに速い交換をしていて短時間で平衡に達してしまう異性体のことを指す。平衡移動が十分速い場合、両者を分離することは難しい。これには、ケトとエノールや、α-グルコースとβ-グルコース、シクロヘキサンのいす型とふね型などが該当する。

### 構造異性体
構造異性体には連鎖異性体、位置異性体、官能基異性体等の種類が存在する。構造異性体には異なるIUPAC名がつけられている。また構造異性体には、官能基が同じものと異なるものがある。
例1 C3H8O

分子式C3H8Oで表される化合物には1-プロパノール（I）、2-プロパノール（II）、エチルメチルエーテル（III）がある。IおよびIIは酸素原子が炭素原子と水素原子にはさまれたヒドロキシ基をもつアルコールだが、IIIは酸素原子が2つの炭素原子にはさまれているエーテルである。
例2 C3H4
アレンの一種であるプロパジエンとプロピン（メチルアセチレン）は異なる種類の結合を含む異性体の例である。プロパジエンは二重結合を2つ、プロピンは三重結合を1つ持っている。
|  |  |
|  |  |

### 立体異性体
立体異性体は、原子間結合は同じだが、原子の幾何的配置が異なる異性体のことである。立体異性体には、互いに鏡像関係にあるが、実像と鏡像が回転だけでは重ね合わせられないエナンチオマー（鏡像異性体）と、鏡像関係にはないが立体的・幾何的な配置の異なるジアステレオマーが存在する。そのほかに、立体配座の異なる配座異性体もある。例えば、オルト位に固定されたビフェニル基を持つ化合物には鏡像異性体が存在する。
E/Z異性体は回転できない二重結合を中心に持つ位置異性体の種類である。E/Z表記はカーン・インゴルド・プレローグ順位則に基づく絶対配置と呼ばれる。EおよびZはイタリック体で表す。一方、アルケンの立体異性体の表記方法にはシス/トランスによる表し方もある。これは二重結合をはさんで2つの置換基が相対的にどちら側にあるかを示すもので、相対配置と呼ばれる。シス-トランス異性体は幾何異性体とも呼ばれるが、これはIUPACでは推奨されていない。異なる置換基が3つ以上二重結合に結合した炭素に結合している場合、E/Z表記が用いられる。
立体異性体は錯体にも存在する。組成式がMX2Y2で正方形型の錯体や、組成式がMX4Y2で八面体形の錯体にはシス-トランス異性体が存在する。同じ八面体形で、組成式がMX3Y3である錯体にはfaceとmeridinalの異性体が存在する。また光学異性体も存在する。
立体異性体の化学的性質は類似しており、光学異性体については物理的性質も似ているが、酵素との反応などの生体活性は異なる。また、旋光の回転が光学異性体どうしでは逆になる。

## 異性化
異性化（いせいか、英: isomerization）はある分子が組成式が全く同じだが原子の配置が異なる別の分子に変化する反応である。このとき二つの異性体の間に平衡が存在している。多くの異性体において原子間の結合エネルギーはおおよそ等しいため、相互に変換可能な異性体が存在する場合、反応熱は大きくない。分子間で異性化が起きると、転移反応と見なすことができる。
例えば、L-アミノ酸とD-アミノ酸は生体内でほぼ前者のみが存在するが、物理学的には両者は光学的性質以外は等価であるため、熱力学的には非平衡状態にある。純粋なL-アミノ酸は緩慢なプロトンの転移反応によりD-アミノ酸へと異性化するので、最終的にはL-アミノ酸とD-アミノ酸との1対1混合物となり熱的平衡に到達する。（ラセミ化）
生体内では、片方の立体異性体を基質特異的に異性化する酵素群が存在し、イソメラーゼと呼ばれる。異性化酵素とも呼ばれ、酵素分類のEC5群が該当する。イソメラーゼにはラセマーゼ、エピメラーゼと呼ばれるものも存在する。
フマル酸の合成
フマル酸は工業的にはマレイン酸を経由し、シス-トランス異性化によって合成される。

## 医薬品と異性体

テオブロミンの構造式

医薬品では異性体によって医学的性質が大きく異なるものが多くある。例えば、テオブロミンはチョコレートから見つかったキサンチンの誘導体で、カフェインと同様に血管拡張薬として使われるが、テオブロミンの2つの環に結合する2つのメチル基の位置が変わったテオフィリンは気管支拡張や抗炎症などの効果がある。また同様な例がフェネチルアミンから合成される精神刺激薬にも見られる。フェンテルミンは非キラル化合物であり、アンフェタミンと同じ効能を持つが、その効果は弱い。フェンテルミンは食欲促進剤として使われているが、精神刺激効果は弱いか、ほとんどない。しかし、フェンテルミンの異性体であるd-メタンフェタミンはアンフェタミンより強い精神刺激効果がある。
光学異性体は生体活性が異なるため、医薬品化学や生化学において特に関心を集めている。これらの異性体は光学分割や不斉合成によって分離される。

## 歴史
異性体の存在が確認されたのは、フリードリヒ・ウェーラーが1827年にイソシアン酸銀(I)の組成が雷酸銀(I)（前年にユストゥス・フォン・リービッヒが調製していた）と同じであるのに、両者の性質が全く異なることを発見したときである。この発見は、組成の同じ化学物質は同じ性質を示すという当時の理解を覆すものとなった。さらにウェーラーは1828年に尿素とシアン酸アンモニウムの組成が同じであることを発見した。これらの現象を表す言葉として、イェンス・ベルセリウスは1830年に異性（isomerism）という用語を導入した。
|  |  |
|  |  |

1848年、ルイ・パスツールは、酒石酸の結晶を左手型と右手型に分離した。2つの物質は、偏光を同じ角度だけ反対方向に回転させた。